# Kōtarō Mizumachi
Kōtarō Mizumachi (japanisch 水町 孝太郎 Mizumachi Kōtarō; * 13. März 1995) ist ein japanischer Handballspieler, der dem Kader der japanischen Nationalmannschaft angehört.

## Karriere
Kōtarō Mizumachi spielte ab dem Jahr 2017 für die japanische Mannschaft Toyoda Gosei Blue Falcon. Der Rückraumspieler wurde im Jahr 2019 zum MVP der japanischen Liga gekürt. Mizumachi war in der Saison 2021/22 an den deutschen Zweitligisten VfL Lübeck-Schwartau ausgeliehen, für den er 25 Treffer in 34 Zweitligapartien erzielte. Mit Toyoda Gosei Blue Falcon gewann er 2023 und 2024 die japanische Meisterschaft.
Mizumachi nahm mit der japanischen Nationalmannschaft an der Weltmeisterschaft 2021 teil, mit der er den 19. Platz belegte. Mizumachi erzielte in sechs Partien insgesamt zehn Treffer und gab sieben Torvorlagen. Im selben Jahr lief er für die japanische Auswahl bei den Olympischen Spielen in Tokio auf und schloss das Turnier auf dem elften Platz ab. Mizumachi kam in allen fünf Spielen zum Einsatz und erzielte zehn Treffer.